# Rivière Trudel
Rivière Trudel är ett vattendrag i Kanada.   Det ligger i provinsen Québec, i den sydöstra delen av landet, 160 km nordost om huvudstaden Ottawa.
I omgivningarna runt Rivière Trudel växer i huvudsak blandskog. Runt Rivière Trudel är det ganska tätbefolkat, med 129 invånare per kvadratkilometer.